# Наше серце
«На́ше се́рце» (фр. «Notre cœur») — роман французького письменника Гі де Мопассана, виданий у 1890 році.

## Історія
У травні 1889 року Гі де Мопассан опублікував роман «Сильна, мов смерть». У Парижі того часу відкривається Всесвітня виставка. Мопассан відвідує головну прикрасу виставки — Ейфелеву вежу, яку зненавидів ще з самого початку її зведення. Письменнику швидко набридає паризький численний натовп і він оселяється на віллі «Штільдорф», що знаходилася в Трієлі. Саме тут Гі де Мопассан вирішує провести залишок літа і відпочиваючи від гамірливого Парижу та світських салонів, письменник розпочав роботу над новим романом, який у майбутньому отримав назву «Наше серце».
Через хворобу очей та шлунку роман давався Мопассану з надзвичайними зусиллями. Окрім постійного болю в очах письменник нездужав. Стають частішими галюцинації та посилюється страх перед дзеркалом. Так, одного разу, саме коли Мопассан працював над твором, йому привиділося, ніби за його спиною відчинилися двері і до кімнати неквапливо зайшов його двійник. Він зупинився перед Гі, сів навпроти нього та взяв його голову в свої руки. Не випускаючи голову з рук, він почав надиктовувати Мопассану текст. Коли письменник підняв голову — двійник щез. Цю галюцинацію Мопассан записав того ж вечора. Подібні випадки ставалися з ним дедалі частіше, що підтверджують і спогади однієї з його коханок Жизель д'Есток

Наприкінці березня 1890 року слуга Мопассана Франсуа Тассар писав:
|  | «Пан почуває себе краще, але ще недостатньо добре для того, щоб взятися за останні розділи „Нашого серця“…» |

Мопассан закінчив роботу над твором у другій половині травня 1890 року, коли перебував у Каннах, де зупинився в пансіоні «Марі-Луїз». Паралельно з романом він написав новелу «Маслиновий гай», яка потім увійшла до збірки оповідань «Марна краса».
«Рукопис «Нашого серця» залишає 271 лист форматом in - 8 °. За великою кількістю виправлень, а також покинутих або перероблених місць видно, що цього разу для Мопассана процес писання, здається, був скрутний. З усіх рукописів Мопассана, які ми маємо, жодна не свідчить, як ця, про великих коливання в обробці фрази»
/з приміток «Нашого серця» видання Конара/
Про безперервні авторські труднощі в написанні та «відшліфуванні» тексту говорить і той факт, що спочатку в рукописному варіанті роману перша частина включала чотири розділи, згодом Мопассан переробив початок та об'єднав два перші розділи в один, «значно їх скоротивши». І це крім велику кількість відкинутих та викреслених варіантів написання тих чи інших епізодів і описів.
За час написання роману письменник, окрім хворобливого фізичного стану, переживає ще й родинну трагедію: помер його брат, Ерве де Мопассан, який наприкінці свого життя збожеволів. Смерть брата та його божевілля буде невідступно переслідувати письменника в останні роки його життя.

У травні — червні 1890 року новий роман друкували у двотижневому паризькому журналі «Revue des Deux Mondes». Мопассан з гордістю писав, що «Наше серце» вихваляють у двотижневику і «обіцяють багато доброго». Хоча раніше автор роману був зовсім іншої думки про цей журнал. Так, він заявив одного разу Жюлю Клареті:
|  | «Я ніколи не одружуся. Я ніколи не буду нагороджений. Я ніколи не буду кандидатом в Академію. Я ніколи не буду писати в „Revue des Deux Mondes“» |

Однак свою обіцянку Мопассан не виконав лише стосовно журналу — «задушливого передпокою Академії», як зазначав колись сам письменник.
Невдовзі роман «Наше серце» виходить окремою книгою у видавництві Оллендорфа.

### Прототипи Мішель де Бюрн
«Горда своїми чарами, що їхню силу вона не раз випробовувала, закохана в свою своєрідну, чудну і звабливу красу, впевнена в тонкості свого сприйняття, що давало їй змогу вгадувати й розуміти силу речей, яких не бачать інші, пишаючися своїм розумом, що його так високо цінували стільки видатних людей, і не усвідомлюючи обмеженості свого кругозору, вона вважала себе за істоту, ні з чим не зрівнянну, за коштовну перлину в цьому банальному світі, який видавався їй порожнім і нудним, бо вона для цього занадто гарна. Ніколи вона не здогадувалася, що то вона сама — неусвідомлена причина своєї постійної болючої нудьги...»
Гі де Мопассан «Наше серце»

## Критика
«В останні чотири роки творчого життя Мопассан працював переважно в галузі великої прозової форми. За цей короткий строк він написав чотири романи: «Монт-Оріоль» (1886), «П’єр і Жан» (1887-1888)», «Сильна як смерть» (1889), «Наше серце» (1890). Всі вони позначені не лише посиленим інтересом до внутрішнього світу героїв, їхньої психології, а й, крім «Монт-Оріоль», помітним відходом від значних соціальних проблем часу, камерністю звучання. Загалом ці останні романи вважаються слабкішими за попередні, хоча талант Мопассана-психолога і знавця людської душі, майстра стилю виявився і в них. Читати ці твори цікаво й захопливо»
Кіра Шахова